# KYOSUKE HIMURO 25th Anniversary BEST ALBUM GREATEST ANTHOLOGY
『KYOSUKE HIMURO 25th Anniversary BEST ALBUM GREATEST ANTHOLOGY』（キョウスケ・ヒムロ・トゥエンティフィフス・アニバーサリー・ベスト・アルバム・グレイテスト・アンソロジー）は、氷室京介の4枚目のベスト・アルバム。
2013年8月21日に、ワーナーミュージック・ジャパンよりリリースされた。

## 内容
デビュー25周年を記念して制作されたベスト・アルバム。本作は東芝EMI、ユニバーサルミュージック、ワーナーミュージック・ジャパンと氷室が所属した3レーベルの枠を超えた選曲となっている。なお、本作ではBOØWYのセルフカバーは収録されていない (初回限定盤のDVDに「CLOUDY HEART」のライブ映像が収録されているのみ)。
バラードを中心に選曲されたバラードベスト盤「PiECE OF LOVERS」のDISC 1、代表曲や2013年当時の最新シングル、未発表の新曲などを収めたアンセム盤「INVARIANT SOULS」のDISC 2の、2枚組で構成された。両ディスクとも、テッド・ジェンセンによるリマスタリングが施されたほか、本作収録曲のうち「LOVER'S DAYS」と「ALISON」の2曲はボーカルのリテイクとリミックスが施されている。
また、初回限定盤には未発表テイクを含む、ファーストツアーから2013年当時の最新ライブまでの25年間のライブ映像から17曲を選曲し、1つのライブ公演のように編集し収録したヒストリカル・ライブDVD 「THE MOVIE”BEAT REACTOR”」を付属。
初回限定盤の一部に、ブックレットに関する不具合があった。

## 構成
下記のシングルおよびアルバムから選曲されているほか、新曲も収録されている。なお、シングル「MISTY〜微妙に〜」（1989年）、「CRIME OF LOVE」（1991年）、「Urban Dance」（1992年）、「Good Luck My Love」（1992年）、「STAY」（1996年）、「SQUALL」（1996年）、「NATIVE STRANGER」（1997年）、「HEAT」（1997年）、「SLEEPLESS NIGHT 〜眠れない夜のために〜」（1999年）、「永遠 〜Eternity〜」（2000年）、「Girls Be Glamorous」（2001年）、「Claudia」（2003年）、「Wild Romance」（2004年）、「SWEET REVOLUTION」（2006年）、およびアルバム『MISSING PIECE』（1996年）、『MELLOW』（2000年）、『IN THE MOOD』（2006年）、『"B"ORDERLESS』（2010年）のアルバム曲は収録されていない。また、「ANSWER」（2006年）、「Safe And Sound」（2009年）といったコラボレーションシングルやBOØWYのセルフカバーも未収録である。
シングル
- 「ANGEL」（1988年）
- 「DEAR ALGERNON」（1988年）
- 「SUMMER GAME」（1989年）
- 「JEALOUSYを眠らせて」（1990年） -
- 「LOVER'S DAY」（1990年） - 「JEALOUSYを眠らせて」のカップリング曲。
- 「KISS ME」（1992年）
- 「VIRGIN BEAT」（1994年）
- 「魂を抱いてくれ」（1995年）
- 「MISSING PIECE」（1996年） - 「STAY」のカップリング曲。
- 「WALTZ」（1997年）
- 「ダイヤモンド・ダスト」（1999年）
- 「炎の化石」（2000年）
- 「EASY LOVE」（2006年）
- 「BANG THE BEAT」（2010年）
- 「IF YOU WANT」（2011年）
- 「WARRIORS」（2012年）
- 「Bloody Moon」（GOSPELS OF JUDAS名義）（2012年）
- 「NORTH OF EDEN」（2013年）

アルバム
- 『FLOWERS for ALGERNON』（1988年） - 「ALISON」、「STRANGER」
- 『NEO FASCIO』（1989年） - 「CALLING」、「LOVE SONG」
- 『Higher Self』（1991年） - 「STORMY NIGHT」、「MOON」
- 『Memories Of Blue』（1993年） - 「RAINY BLUE」
- 『SHAKE THE FAKE』（1994年） - 「TRUE BELIEVER」
- 『I・DÉ・A』（1997年） - 「堕天使」
- 『beat haze odyssey』（2000年） - 「Julia」
- 『Follow the wind』（2003年） - 「ARROWS」

## 記録
初週で6.2万枚を売り上げ、オリコン週間アルバムランキング(9月2日付)で首位を獲得。これは『20th Anniversary ALL SINGLES COMPLETE BEST JUST MOVIN' ON 〜ALL THE-S-HIT〜』以来5年2か月ぶり、通算11作目。また、これで1980年代、1990年代、2000年代、そして2010年代と、4つの年代でアルバムチャートでの首位獲得も果たし、男性アーティストとしては徳永英明、桑田佳祐、山下達郎に並ぶ歴代最多タイ記録となった。

## 収録曲

### 一覧
| #         | タイトル                               | 作詞               | 作曲                   | 編曲                                 | 時間  |
| --------- | -------------------------------------- | ------------------ | ---------------------- | ------------------------------------ | ----- |
| 1.        | 「魂を抱いてくれ」                     | 松本隆             | 氷室京介               | 佐橋佳幸                             | 5:19  |
| 2.        | 「DEAR ALGERNON」                      | 氷室京介           | 氷室京介               | 氷室京介、吉田建                     | 3:50  |
| 3.        | 「STORMY NIGHT」                       | 松井五郎           | 氷室京介               | 西平彰                               | 3:51  |
| 4.        | 「RAINY BLUE」                         | 松井五郎           | 氷室京介               | 西平彰                               | 4:39  |
| 5.        | 「MOON」                               | 松井五郎           | 氷室京介               | 西平彰                               | 5:32  |
| 6.        | 「ALISON (vocal retake & remix)」      | 氷室京介、松井五郎 | 氷室京介               | 氷室京介、吉田建                     | 5:19  |
| 7.        | 「LOVER'S DAY (vocal retake & remix)」 | 氷室京介           | 氷室京介               | 氷室京介、西平彰                     | 5:11  |
| 8.        | 「Julia」                              | 森雪之丞           | 氷室京介               | 氷室京介、スティーヴ・スティーヴンス | 5:45  |
| 9.        | 「ダイヤモンド・ダスト」               | 森雪之丞           | 氷室京介               | ポール・バックマスター               | 5:16  |
| 10.       | 「LOVE SONG」                          | 氷室京介・松井五郎 | 氷室京介               | 氷室京介、佐久間正英                 | 4:09  |
| 11.       | 「堕天使」                             | 松本隆             | 氷室京介               | スティーヴ・スティーヴンス           | 5:51  |
| 12.       | 「炎の化石」                           | 森雪之丞           | 氷室京介               | ジェフ・ボヴァ                       | 5:14  |
| 13.       | 「WALTZ」                              | 氷室京介           | 氷室京介               | 氷室京介、美久月千晴                 | 6:34  |
| 14.       | 「ARROWS」                             | 森雪之丞           | 氷室京介               | 氷室京介                             | 5:27  |
| 15.       | 「TRUE BELIEVER」                      | 松井五郎           | 氷室京介、ホッピー神山 | ホッピー神山                         | 5:41  |
| 合計時間: | 合計時間:                              | 合計時間:          | 合計時間:              | 合計時間:                            | 77:38 |

| #         | タイトル                          | 作詞               | 作曲                           | 編曲                  | 時間  |
| --------- | --------------------------------- | ------------------ | ------------------------------ | --------------------- | ----- |
| 1.        | 「ANGEL」                         | 氷室京介           | 氷室京介                       | 氷室京介・吉田建      | 3:47  |
| 2.        | 「CALLING」                       | 氷室京介、松井五郎 | 氷室京介                       | 氷室京介、佐久間正英  | 4:59  |
| 3.        | 「VIRGIN BEAT」                   | 松井五郎           | 氷室京介                       | ホッピー神山          | 5:20  |
| 4.        | 「KISS ME」                       | 松井五郎           | 氷室京介                       | 西平彰                | 3:38  |
| 5.        | 「MISSING PIECE」                 | 松井五郎           | 氷室京介、佐橋佳幸             | 佐橋佳幸              | 5:26  |
| 6.        | 「STRANGER」                      | 氷室京介           | 氷室京介                       | 吉田建                | 4:04  |
| 7.        | 「JEALOUSYを眠らせて」            | 氷室京介、松井五郎 | 氷室京介                       | 氷室京介、西平彰      | 4:00  |
| 8.        | 「SUMMER GAME」                   | 氷室京介           | 氷室京介                       | 氷室京介、佐久間正英  | 3:28  |
| 9.        | 「EASY LOVE」                     | 森雪之丞           | 氷室京介                       | 氷室京介              | 4:49  |
| 10.       | 「BANG THE BEAT」                 | SPIN               | 氷室京介                       | 氷室京介、小倉博和    | 4:29  |
| 11.       | 「NORTH OF EDEN」                 | 森雪之丞           | 氷室京介                       | 氷室京介、Rob Cavallo | 4:43  |
| 12.       | 「Bloody Moon」(GOSPELS OF JUDAS) | 森雪之丞           | 氷室京介、Yukihide"YT"Takiyama | GOSPELS OF JUDAS      | 5:39  |
| 13.       | 「WARRIORS」                      | 森雪之丞           | 氷室京介                       | 氷室京介              | 5:13  |
| 14.       | 「IF YOU WANT」                   | 氷室京介           | 氷室京介                       | 滝山幸英              | 5:25  |
| 15.       | 「The Sun Also Rises」            | 森雪之丞           | 氷室京介                       | 氷室京介              | 4:56  |
| 合計時間: | 合計時間:                         | 合計時間:          | 合計時間:                      | 合計時間:             | 69:56 |

| #   | タイトル               | 作詞 | 作曲・編曲 |
| --- | ---------------------- | ---- | ---------- |
| 1.  | 「ANGEL」              |      |            |
| 2.  | 「SUMMER GAME」        |      |            |
| 3.  | 「JEALOUSYを眠らせて」 |      |            |
| 4.  | 「KISS ME」            |      |            |
| 5.  | 「VIRGIN BEAT」        |      |            |
| 6.  | 「NATIVE STRANGER」    |      |            |
| 7.  | 「GIRLS BE GLAMOROUS」 |      |            |
| 8.  | 「CLOUDY HEART」       |      |            |
| 9.  | 「CLAUDIA」            |      |            |
| 10. | 「WILD ROMANCE」       |      |            |
| 11. | 「STAY」               |      |            |
| 12. | 「SWEET REVOLUTION」   |      |            |
| 13. | 「SLEEPLESS NIGHT」    |      |            |
| 14. | 「BANG THE BEAT」      |      |            |
| 15. | 「PARACHUTE」          |      |            |
| 16. | 「WILD AT NIGHT」      |      |            |
| 17. | 「魂を抱いてくれ」     |      |            |

## 曲解説

### Disc-1：PiECE OF LOVERS
1. 魂を抱いてくれ
11thシングル。6thアルバム『MISSING PIECE』に収録されているバージョン。
2. DEAR ALGERNON
2ndシングル
3. STORMY NIGHT
3rdアルバム『Higher Self』収録曲。
4. RAINY BLUE
4thアルバム『Memories Of Blue』収録曲。
5. MOON
3rdアルバム『Higher Self』収録曲及び、7thシングル「Urban Dance」のカップリング曲。
6. ALISON (vocal retake & remix)
1stアルバム『FLOWERS for ALGERNON』収録曲のリテイク。
7. LOVER'S DAY (vocal retake & remix)
5thシングル「JEALOUSYを眠らせて」のカップリング曲のリテイク。
8. Julia
9thアルバム『beat haze odyssey』収録曲。
9. ダイヤモンド・ダスト
18thシングル
10. LOVE SONG
2ndアルバム『NEO FASCIO』収録曲。
11. 堕天使
7thアルバム『I・DE・A』収録曲。
12. 炎の化石
20thシングル及び、ベストアルバム『Collective SOULS 〜THE BEST OF BEST〜』収録曲。
13. WALTZ
14thシングル。6thアルバム『MISSING PIECE』に収録されているバージョン。
14. ARROWS
10thアルバム『Follow the wind』収録曲。
15. TRUE BELIEVER
5thアルバム『SHAKE THE FAKE』収録曲。

### Disc-2：INVARIANT SOULS
1. ANGEL
1stシングル。1stアルバム『FLOWERS for ALGERNON』に収録されているバージョン。
2. CALLING
2ndアルバム『NEO FASCIO』収録曲。
3. VIRGIN BEAT
10thシングル。5thアルバム『SHAKE THE FAKE』に収録されているバージョン。
4. KISS ME
9thシングル。4thアルバム『Memories Of Blue』に収録されているバージョン。
5. MISSING PIECE
12thシングル「STAY」のカップリング曲。
6. STRANGER
1stアルバム『FLOWERS for ALGERNON』収録曲。
7. JEALOUSYを眠らせて
5thシングル。ベストアルバム『Collective SOULS 〜THE BEST OF BEST〜』に収録されているバージョン。
8. SUMMER GAME
3rdシングル
9. EASY LOVE
24thシングル「EASY LOVE/BITCH AS WITCH」の1曲目。シングルバージョンはアルバム初収録。
10. BANG THE BEAT
26thシングル「BANG THE BEAT/Safe And Sound」の1曲目。12thアルバム『"B"ORDERLESS』に収録されているバージョン。
11. NORTH OF EDEN
29thシングル。アルバム初収録。
12. Bloody Moon
GOSPELS OF JUDAS名義でリリースされた配信限定シングル。アルバム初収録及び初CD化。
13. WARRIORS
28thシングル。アルバム初収録。
14. IF YOU WANT
27thシングル。アルバム初収録。
15. The Sun Also Rises
新曲。

### DVD：THE MOVIE “BEAT REACTOR"（初回限定盤のみ）
1. ANGEL
KING OF ROCK SHOW "FLOWERS for ALGERNON"
2. SUMMER GAME
NEO FASCIO ENCORE TOUR ARENA '90
3. JEALOUSYを眠らせて
OVER SOUL MATRIX TOUR 1991
4. KISS ME
TOUR 1993 "L'EGOISTE"
5. VIRGIN BEAT
SHAKE THE FAKE
6. NATIVE STRANGER
TOUR "COLLECTIVE SOULS" 1998 One Night Stand
7. GIRLS BE GLAMOROUS
TOUR 2000 "BEAT HAZE ODYSSEY" (未発表)
8. CLOUDY HEART
15th Anniversary Special Live "Case of HIMURO"
9. CLAUDIA
TOUR 2003 "HIGHER THAN HEAVEN"
10. WILD ROMANCE
21st Century Boøwys vs HIMURO 〜An Attempt to Discover New Truth〜
11. STAY
COUNTDOWN LIVE 〜CROSSOVER 05-06〜
12. SWEET REVOLUTION
TOUR 2007 IN THE NUDE
13. SLEEPLESS NIGHT
20th anniversary TOUR 2008 JUST MOVIN' ON -MORAL〜PRESENT-
14. BANG THE BEAT
TOUR 2010-11 BORDERLESS "50×50 ROCK'N'ROLL SUICIDE"
15. PARACHUTE
COUNTDOWN LIVE CROSSOVER 12-13 (未発表)
16. WILD AT NIGHT
COUNTDOWN LIVE CROSSOVER 12-13 (未発表)
17. 魂を抱いてくれ
20th anniversary TOUR 2008 JUST MOVIN' ON -MORAL~PRESENT-

## 演奏

### CD 新曲演奏
NORTH OF EDEN
- チャーリー・パクソン：Drums
- クリス・チェイニー：Bass
- ティム・ピアース：Guitar
- ジェイミー・ミュホベラック：Keyboards

Bloody Moon
- Performed by GOSPELS OF JUDAS

WARRIORS
- チャーリー・パクソン：Drums
- Yukihide "YT" Takiyama：Guitar & Bass
- アラン・ヨハネス：Voice Effect

IF YOU WANT
- チャーリー・パクソン：Drums
- ジョー・アヤブ：Bass
- Yukihide "YT" Takiyama：Guitar & Arrangement
- デヴィッド・キャンベル：Strings Arrangement & Conductor

The Sun Also Rises
- 氷室京介：Arrangement
- ロブ・カヴァロ：Producer & Arrangement
- デヴィッド・キャンベル：Strings Arrangement & Conductor
- チャーリー・パクソン：Drums
- クリス・チェイニー：Bass
- ティム・ピアース：Guitar
- ジェイミー・ミュホベラック：Keyboards

### DVD 演奏
Girls Be Glamorous
- 田中一光：Drums
- 西山史晃：Bass
- スティーヴ・スティーヴンス、本田毅：Guitar
- ホッピー神山：Keyboards
- 中野テッセイ：Manipulaor

PARACHUTE / WILD AT NIGHT
- チャーリー・パクソン：Drums
- 西山史晃：Bass
- DAITA、Yukihide "YT" Takiyama：Guitar
- 今井隼：Keyboards
- 中野テッセイ：Manipulaor

## ライブ映像作品
シングル曲については各作品の項目を参照
The Sun Also Rises
- KYOSUKE HIMURO 25th Anniversary TOUR GREATEST ANTHOLOGY -NAKED-FINAL DESTINATION DAY-01
- KYOSUKE HIMURO 25th Anniversary TOUR GREATEST ANTHOLOGY -NAKED-FINAL DESTINATION DAY-02
- KYOSUKE HIMURO LAST GIGS
- KYOSUKE HIMURO THE COMPLETE FILM OF LAST GIGS